# Green Bay (stad in Wisconsin)
Green Bay is een stad (city) in de Amerikaanse staat Wisconsin, en valt bestuurlijk gezien onder Brown County.

## Demografie
Bij de volkstelling in 2000 werd het aantal inwoners vastgesteld op 102.313. Het was hiermee de 229e stad in de Verenigde Staten in 2000. In 2006 is het aantal inwoners door het United States Census Bureau geschat op 100.353, een daling van 1960 (-1,9%).
Van de bevolking is 11,8 % ouder dan 65 jaar en bestaat voor 31,6 % uit eenpersoonshuishoudens. De werkloosheid bedraagt 4,1 % (cijfers volkstelling 2000).
Ongeveer 7,1 % van de bevolking van Green Bay bestaat uit hispanics en latino's, 1,4 % is van Afrikaanse oorsprong en 3,8 % van Aziatische oorsprong.

## Sport
Americanfootballclub Green Bay Packers is de enige sportclub uit Green Bay die uitkomt in een van de vier grootste Amerikaanse sportcompetities. Het team heeft het record in handen van de meeste NFL kampioenschapoverwinningen. In totaal werd er 13 keer gewonnen, waarvan 9 overwinningen dateren van voor de Super Bowl periode.

## Geografie
Volgens het United States Census Bureau beslaat de plaats een oppervlakte van 140,7 km², waarvan 113,6 km² land en 27,1 km² water. Qua landoppervlakte is het de 153e stad.

## Klimaat

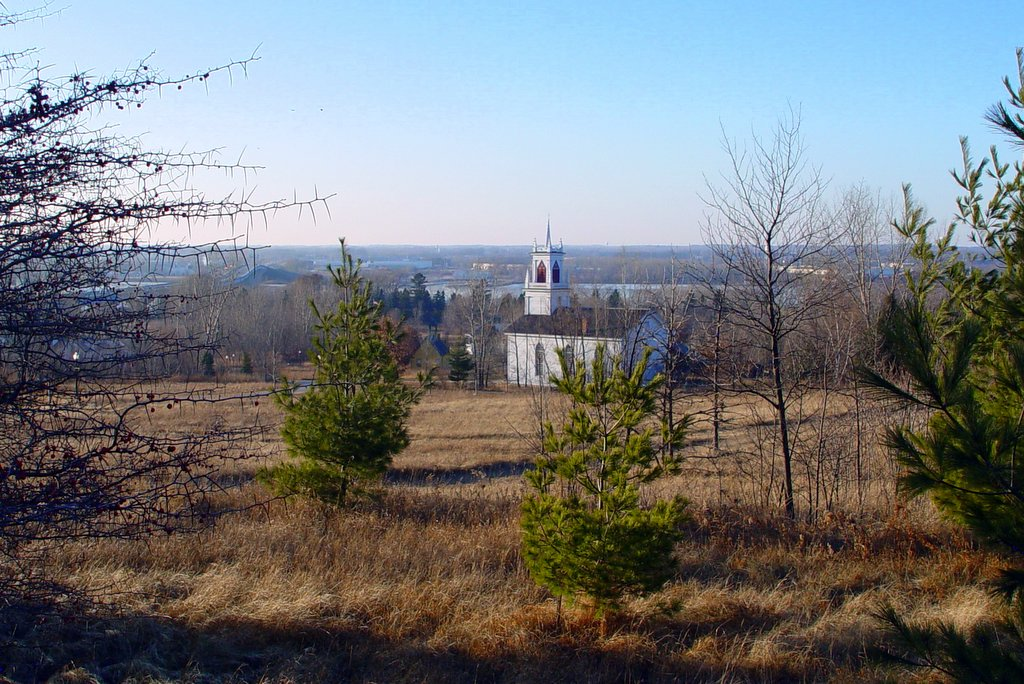
Heritage Hill Park, Green Bay

In januari is de gemiddelde temperatuur -9,8 °C, in juli is dat 20,9 °C. Jaarlijks valt er gemiddeld 732,3 mm neerslag (gegevens op basis van de meetperiode 1961-1990).

## Plaatsen in de nabije omgeving
De onderstaande figuur toont nabijgelegen plaatsen in een straal van 12 km rond Green Bay.

## Geboren in Green Bay
- Curly Lambeau (1898-1965), Americanfootballspeler en -trainer
- Doug Johnson (1950), golfer
- Tony Shalhoub (1953), acteur
- Peter Lundberg (1961), beeldhouwer
- Zack Snyder (1966), filmregisseur
- Jay DeMerit (1979), voetballer